# Radisson Hotel Group
Radisson Hospitality, Inc., mieux connu sous le nom commercial Radisson Hotel Group, est une entreprise hôtelière américaine qui gère et franchise un large portefeuille d'hôtels et de complexes hôteliers, parmi lesquels Radisson Blu, Radisson Red (en) et Radisson Collection. Elle appartient à la holding multinationale chinoise Jinjiang International.

## Histoire
Issue du groupe Carlson, qui procède à différentes acquisitions et fusions, en particulier avec SAS International Hotels (Rezidor Hotel Group (en)), elle a fait partie, entre 2010 et 2017, de Carlson Rezidor Hotel Group.
Carlson Rezidor Hotel Group est ensuite renommé Radisson Hospitality, puis devient une filiale de Jinjiang International. 